# Radio Palmer
Radio Palmer es un proyecto musical de rock alternativo y post-punk originario de Granada, España, formado en el año 2018, durante los primeros años de etapa universitaria de sus miembros. Tras llamar la atención rápidamente en la escena local, graban un single, "Surfear" y un EP con título homónimo a la banda, en Gamma Studio bajo la producción de Fran Basilio (Los Nastys), Lois Brea (Trajano!) y Diego García (The Parrots). Estos primeros trabajos se publican a través de Ciudad Oasis, sello discográfico independiente madrileño. Durante los años 2018 y 2019 dan varios conciertos en ciudades como Granada, Sevilla, Madrid o Badajoz y participan en festivales como el Granada Sound o el Ojeando.Sus directos, cargados de energía debido a sus influencias punk y garage, recibieron una inmediata acogida entre la población joven de estas ciudades y en 2019 ganan el Concurso Emergentes Granajoven, el cual les permite grabar su primer LP de la mano de Carlos Díaz. En su inicio, el grupo estaba formado por Néstor Romero (voz y guitarra), Juanfran Hernández (guitarra), Alberto Vega (bajo) y Darío Muñoz (batería), sin embargo, durante la creación de su primer álbum, distintos compromisos personales y artísticos llevaron a Juanfran y Alberto a dejar la banda, con lo que entran Jaime Miralles a los teclados, Javier Arregui al bajo y Miguel López a la guitarra.
"Juventud Sónica" (Dlava, 2021) fue el título que Radio Palmer le dio a su primer álbum de larga duración, que comenzó a grabarse en marzo de 2020 y no pudo ser terminado hasta julio del mismo año, debido al confinamiento por la pandemia de COVID-19. Debido a los distintos retrasos comunes en la industria musical durante los años 2020 y 2021, el álbum no fue lanzado hasta un año y medio después de haber comenzado su grabación, tras la publicación de los singles "Fiesta de estudiantes", "Granada", "Boys don't cry" y "La casa de Paula".
A lo largo de 2022, la banda se adentra en un nuevo camino artístico que parece dejar atrás algunas de las claves de su sonido hasta el momento.Es entonces cuando aparecen los singles "Ten cuidado", junto a Killmiya, Cristina Aspirina y VAN17IN06, miembros del colectivo artístico de música electrónica Plasaporros; "Solo en casa" y "Lo que te guste". En estos singles se perciben nuevas influencias sonoras, como son la música electrónica o el post-punk. Continuando este camino, en julio de 2023 anuncian su fichaje por Subterfuge Records, uno de los sellos discográficos independientes con más historia e importancia a nivel nacional. Con este sello presentan el single "Los Santos Inocentes" y anuncian que están grabando un nuevo álbum cuyas influencias se separan mucho del sonido de su primer LP, pues ganan peso géneros como el post-punk, el hyperpop, el synth-pop o el synth-punk. En octubre de 2023 lanzan el primer single extraído de su nuevo álbum, "Alambre de espino", al que siguen "DÉJALA QUE ARDA", en colaboración con Rodol VX de Nerve Agent, y una versión del clásico del pop español "lobo_hombre_en_París". Es en ese momento cuando anuncian el nombre de su nuevo álbum, "La cara más triste", que se lanzará el 15 de marzo.

## Discografía

### LP
- 2021: Juventud Sónica

### EP
- 2019: Radio Palmer

### Sencillos
- 2018: Surfear
- 2021: Fiesta de estudiantes
- 2021: Granada
- 2021: Boys don't cry
- 2021: La casa de Paula
- 2022: Me rehúso
- 2022: Ten cuidado
- 2023: Solo en casa
- 2023: Lo que te guste
- 2023: Los Santos Inocentes
- 2023: Alambre de espino
- 2023: DÉJALA QUE ARDA
- 2024: lobo_hombre_en_París